# Gnathoncus barbatus
Gnathoncus barbatus är en skalbaggsart som beskrevs av Bousquet och Laplante 1999. Gnathoncus barbatus ingår i släktet Gnathoncus och familjen stumpbaggar. Inga underarter finns listade i Catalogue of Life.